# Moïse Tinguiano
Moïse Tinguiano (ur. 11 grudnia 1977 w Benty) – gwinejski duchowny katolicki, biskup Boké od 2024.

## Życiorys

### Prezbiterat
Święcenia kapłańskie otrzymał 26 listopada 2006 i został inkardynowany do archidiecezji Konakry. Przez kilka lat pracował jako duszpasterz parafialny. W latach 2011–2017 odbył studia doktoranckie z katechetyki na Papieskim Uniwersytecie Salezjańskim, a po powrocie do kraju objął probostwo w parafii św. Augustyna w Taouyah.

### Episkopat
22 lutego 2024 papież Franciszek mianował go biskupem nowo powstałej diecezji Boké.
27 kwietnia 2024 otrzymał święcenia biskupie w Boké.  Udzielił mu ich kardynał Robert Sarah. Dzień później odbył się jego ingres do Katedry Najświętszego Serca Jezusa w Boké.  